# Kabylophytoecia cirteensis
Kabylophytoecia cirteensis – gatunek chrząszcza z rodziny kózkowatych i podrodziny zgrzypikowych. Jedyny przedstawiciel rodzaju Kabylophytoecia.

## Zasięg występowania
Gatunek ten występuje w Afryce Północnej, notowany w Algierii oraz Tunezji.